# Giuseppe Ciaffei
Giuseppe Ciaffei (Monte Compatri, 10 settembre 1904 – Roma, 23 luglio 1982) è stato un ufficiale e storico italiano.
Nato a Monte Compatri, paese dei Castelli Romani in provincia di Roma, si laureò in Legge all'Università di Roma, La Sapienza.
Assunto come funzionario statale, attorno al 1940 combatté come ufficiale dei Carabinieri in Africa settentrionale durante la Seconda guerra mondiale. Per la sua condotta ottenne una medaglia d'argento al valore militare. Venne fatto prigioniero e tornò dopo cinque anni a Roma, dove riprese il suo lavoro di funzionario e visse durante il periodo del suo pensionamento. Qui morì il 23 luglio 1982.
Nel marzo 1974 pubblicò Monte Compatri - Profilo storico, la prima opera storica riguardante questa cittadina dei Castelli Romani.
| Controllo di autorità | VIAF (EN) 257180075 · BAV 495/327686 |